# Белый Ручей (мини-ТЭЦ)
ТЭЦ «Белый Ручей» — ТЭЦ, расположенная в посёлке Депо, Вытегорского района, Вологодской области. Входит в состав ПАО «ТГК-2». ТЭЦ является одним из двух крупнейших производителей тепла в Вытегорском районе.

## Наименование
- Полное фирменное наименование: Акционерное общество "ТЭЦ «Белый Ручей»
- Сокращенное фирменное наименование: АО "ТЭЦ «Белый Ручей»

## История и деятельность
ТЭЦ «Белый Ручей» является первым объектом для выработки электрической энергии функционирующим на отечественном оборудовании и использующим в качестве топлива отходы от деревообработки. Строительство ТЭЦ началось в 2002 году. Пуск первой очереди ТЭЦ «Белый Ручей» состоялся 3 июля 2006 года. В церемонии открытия приняли участие представители Правительства области, в том числе губернатор Е. В. Позгалёв, руководители района, ТГК-2, министерства экономического развития России. Была начата эксплуатация первого парового котла и турбины, одновременно продолжались работы по монтажу второго котла.
Пробный пуск второго парового котла был произведен 17 августа 2007 года. После его запуска в промышленную эксплуатацию установленная мощность станции достигла 6 МВт.
ТЭЦ обеспечивает энергией АО «Белый Ручей», ООО «ЛПК Евразия», бюджетную сферу и жителей посёлка Депо. Станция рассчитана на использование для производства энергии местных низкокалорийных видов топлива: низкосортной древесины, отходов лесопереработки, торфа. Ввод ТЭЦ частично покрывает энергодефицит Вологодской области, обеспечивает надежное теплоснабжение и решает экологические проблемы утилизации отходов лесопиления.
ТЭЦ «Белый Ручей» признана квалифицированным генерирующим объектом, функционирующим на основе использования возобновляемых источников энергии. Объект оснащен коммерческим учётом электроэнергии АИИС КУЭ класса А+.
За счет строительства тепловых сетей за период 2010—2018 гг.. подключены все тепловые нагрузки пос. Депо.
В 2020 году для подготовки и хранения топлива осуществлено строительство склада топлива. Введены в работу электрические рубительные машины для измельчения крупнофракционного топлива (отходов лесозаготовок, горбыля, оторцовки, пней, веток и т. д.).

## Технические характеристики
Выработка электрической и тепловой энергии на ТЭЦ «Белый Ручей» производится по схеме, включающей в себя два паровых котла с кипящим слоем типа Е-25-3,9-440 («ИНЭКО-БЭМ», Москва-Белгород), предназначенных для сжигания разнообразных древесных отходов, и одну паровую турбину типа П-6-35/0,5-1 («КТЗ», Калуга).
Котлоагрегат Е-25-3,9-440 с предтопком кипящего слоя обеспечивает эффективное, экономичное и экологически безопасное сжигание высоковлажного и низкокалорийного топлива, обладает высоким КПД (85-90 %).
Подача кородревесных отходов производится по двух линиям конвейеров в бункера топлива с подвижным дном, оснащенных приводом с регулируемым числом оборотов. Шнековыми питателями бункеров топливо по вертикальной течке подается в предтопок.
Технология сжигания топлива заключается в организации газификации древесных отходов в предтопке «кипящего слоя» и дожигании продуктов газификации в топке котла за счет подачи вторичного и донного дутья.
Сжигание коро-древесных отходов производится в «кипящем слое» предтопка котлоагрегата при температуре 700—800°С. Для поддержания указанной температуры в слое топлива, в предтопок подается только часть воздуха (не более 62 % стехиометрического). При этом происходит газификация части топлива, не сгоревшего в слое. Газы пиролиза дожигаются в топке котлоагрегата, для чего при их выходе из предтопка подается дополнительный воздух.
В качестве наполнителя «кипящего слоя» принят кварцевый песок с фракционным составом от 0,5 до 3,0 мм. Подача песка в слой осуществляется из бункера песка непосредственно в течку топлива.